# 野村祐勝
野村祐勝（1560年—1597年3月31日）是日本戰國時代至安土桃山時代的武將。黑田氏家臣，黑田二十四騎之一。幼名小辰郎、小作郎。通稱太郎兵衛。父親是曾我一信。母親是伊東氏。母里友信的異母弟弟。先妻是丹波國冰上郡野村城城主一族野村伊予守的女兒，後妻是吉田長利的女兒。兒子有野村祐直。

## 生平
在永祿3年（1560年）出生。永祿12年（1569年），因為長兄曾我太郎兵衛在青山土器山之戰中被殺死，而次兄多兵衛（母里友信）亦已繼承母里家，於是繼承曾我家。初陣是天正元年（1573年）的印南野合戰。天正3年（1575年），因為妻子的實家野村家滅亡，於是繼承野村姓。
天正12年（1584年），雜賀眾和根來眾在岸和田引發反亂，於是與黑田長政等人一同奮戰，並取得首級。在天正14年（1586年）進攻宇留津城、天正15年（1587年）進攻財部城時亦立下戰功。天正16年（1588年），在暗殺城井鎮房之際，響應長政的合謀，在走到鎮房前面後，向鎮房投出三寶後，一刀將其斬殺，此後，拜領2千9百6十石。後來再被加增，子孫代代擔任福岡藩的重臣，世襲中老職。而後裔野村祐春的次男黑田長貞成為秋月藩的養子，後來更成為當主。
在文祿之役中亦有從軍，並立下戰功，於歸國後發病，在慶長2年（1597年）2月14日於豐前國中津死去。享年38歲。墓所在福岡縣飯塚市的晴雲寺。

## 登場條目
電視劇
- 軍師官兵衛（2014年，演員：渡邊慎一郎）